# Entre a Fé e a Razão
Entre a Fé e a Razão é o quarto álbum de estúdio da banda brasileira de música cristã contemporânea Trazendo a Arca, lançado em 8 de dezembro de 2010 no Brasil pela gravadora Graça Music, sob produção musical do tecladista Ronald Fonseca. É notável por ter sido o primeiro projeto do grupo após a saída dos vocalistas Davi Sacer e Verônica Sacer e ser, também, o último trabalho inédito com a participação de Ronald como integrante. Com base nas mudanças de formação, o registro apresentou significativa participação de Fonseca e o vocalista Luiz Arcanjo nas composições. O repertório foi escrito durante viagens da banda pelo Brasil e os Estados Unidos da América. A obra foi finalizada durante o segundo semestre de 2010, com o lançamento da canção "Entre a Fé e a Razão" e, posteriormente, o álbum. O projeto gráfico foi elaborado pelo cantor e designer David Cerqueira.
Com as influências pop rock da música cristã contemporânea presente nos discos anteriores, o disco apresentou canções focadas em piano e guitarras com arranjos de cordas e metais, com a colaboração dos músicos Zé Canuto e Quiel Nascimento. As composições variaram temas relacionados ao canto congregacional, como adoração, fé, salvação divina e cura. Após o lançamento, o Trazendo a Arca passou a divulgar a obra em apresentações e, mais tarde, gravou uma apresentação na cidade de Orlando, nos Estados Unidos, que se tornou no álbum ao vivo Live in Orlando, lançado no final de 2011. No segundo semestre de 2012, Ronald Fonseca deixou o grupo e, diferentemente da saída de Davi e Verônica Sacer, a banda não se pronunciou publicamente.
Entre a Fé e a Razão recebeu avaliações favoráveis da crítica especializada, que apontou a liderança de Luiz Arcanjo após a saída de Davi Sacer e a produção musical de Ronald Fonseca. O projeto também foi o mais bem sucedido comercialmente da banda desde Marca da Promessa (2007). Vendeu mais de 40 mil cópias em dez dias e mais de 80 mil em cinco meses, especialmente pelo sucesso do single "Entre a Fé e a Razão", que figurou na Billboard Brasil Gospel 50 durante mais de quatro anos consecutivos. Com o trabalho, o grupo foi indicado ao Troféu Promessas, sendo premiado na categoria Melhor Grupo.

## Antecedentes

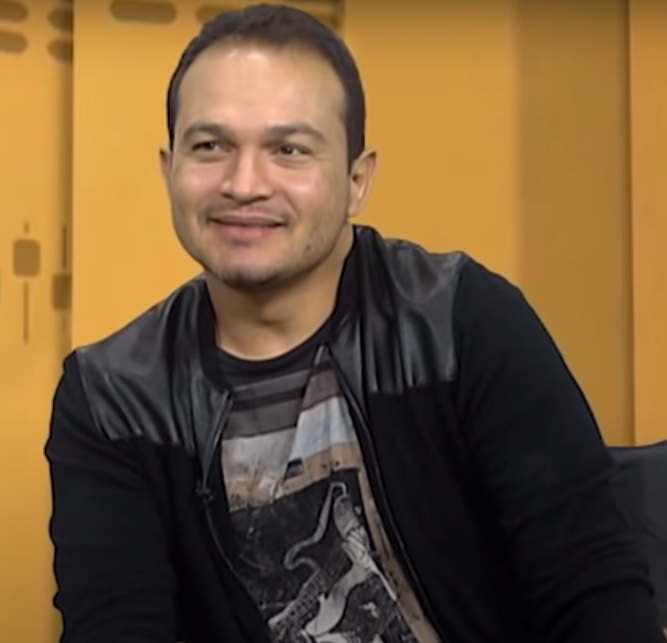
Davi Sacer saiu do Trazendo a Arca em 2010, deixando o posto de vocalista exclusivamente para Luiz Arcanjo.

Em 2009, o Trazendo a Arca liberou quatro álbuns. Em junho, saiu o inédito Pra Tocar no Manto, caracterizado pelo repertório totalmente escrito e co-escrito pelo vocalista Luiz Arcanjo. Em agosto, Davi Sacer anunciou que a banda produziria Salmos e Cânticos Espirituais, registro lançado em dezembro daquele ano. Além disso, o grupo ainda liberou dois volumes do show Ao Vivo no Maracanãzinho — Volume 1 e Volume 2 — também em dezembro. Outro lançamento indireto do grupo naquele mês foi o primeiro álbum solo do vocalista Luiz Arcanjo.
Além disso, os integrantes do Trazendo a Arca também encerraram suas disputas judiciais contra o Apascentar no mesmo período. O "perdão" fez com que o vocalista Davi Sacer se reaproximasse de sua antiga igreja, o Ministério Apascentar de Nova Iguaçu. Ao mesmo tempo que os músicos escreviam composições inéditas, o Trazendo a Arca planejava um registro ao vivo em DVD que unisse o repertório de Pra Tocar no Manto e Salmos e Cânticos Espirituais em alguma cidade da região nordeste do Brasil, em contraponto aos registros antecessores, gravados em São Paulo e Rio de Janeiro.
No entanto, segundo os integrantes do grupo, a sucessão de lançamentos exigia da banda, que não tinha gravadora, dispor tempo com vendas de álbuns. Com isso, o grupo passou a pensar na possibilidade de fechar contrato com alguma gravadora. Segundo o tecladista Ronald Fonseca, foram recebidos convites de grandes gravadoras. Uma delas foi a MK Music, que chegou a ser visitada em março por Davi, Verônica Sacer, Ronald Fonseca e Luiz Arcanjo. No entanto, a banda tinha receio. Ronald chegou a dizer em "uma preocupação de ir para um lugar que quisesse nos mudar, ou nos moldar, mudando a nossa essência".
Durante o processo de procura por uma gravadora, em 10 de abril, Davi e Verônica Sacer anunciaram a saída da banda pelo Twitter, com a justificativa de que estavam seguindo "uma direção de Deus". O Trazendo a Arca liberou um comunicado em seu site, afirmando que os músicos estavam seguindo carreira solo e que "tal decisão tem a total aprovação" dos integrantes remanescentes.
Ainda em abril, a Graça Music procurou o grupo e ofereceu-lhe a estrutura da gravadora para a distribuição dos seus produtos. Em uma reunião dos os membros do conjunto com Ana Paula Porto, diretora artística da empresa, foi citada a gravação de um novo disco. As condições que a gravadora oferecia ao grupo fizeram que o Trazendo a Arca fechasse um contrato no dia 29 daquele mês. Após uma sessão de fotos, foi decidida a gravação de um novo álbum para a ExpoCristã, que seria realizada em setembro de 2010, contudo uma série de contratempos impediu que Entre a Fé e a Razão fosse lançado no mês previsto.

## Composição e gravação

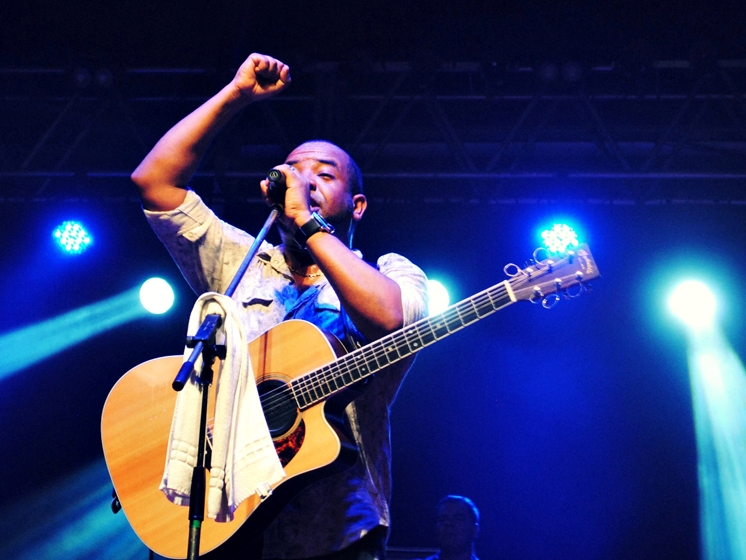
Luiz Arcanjo, o vocalista, foi o principal compositor da maior parte das canções.

Com a saída de Davi Sacer, os integrantes do Trazendo a Arca decidiram não utilizar nenhuma canção escrita pelo ex-vocalista para o álbum inédito, enquanto Sacer acabou gravando "Oração com Fé" para o seu primeiro trabalho fora da banda, Confio em Ti (2010). Por isso, Luiz Arcanjo e Ronald Fonseca se encarregaram da maior parte do repertório. O processo de mudança de gravadora vivido pela banda foi uma das inspirações para o disco. Segundo Arcanjo, a faixa-título "Entre a Fé e a Razão" surgiu exatamente do impasse que sentiam pela necessidade de tomar uma decisão, a partir de uma melodia que Ronald tinha o apresentado.
Maior parte das composições do disco surgiram durante shows que a banda realizava pelo Continente Europeu no ano, sendo que das onze canções encontradas no disco, dez são de autoria dos membros do conjunto. Nos arranjos da obra, Ronald Fonseca trabalhou com Quiel Nascimento (cordas) e Zé Canuto (metais). Ambos os músicos já haviam trabalhado com o Trazendo a Arca anteriormente. Luiz Arcanjo assumiu os vocais em todas as canções, diferentemente dos discos anteriores, em que dividia algumas canções com Davi e Verônica Sacer. Por ter sido gravado em estúdio, o Trazendo a Arca realizou captações de áudio ao vivo na Igreja Batista Betânia, no Rio de Janeiro, durante dois dias, para que o disco trouxesse uma sonoridade "ao vivo".
Segundo o Trazendo a Arca, a escolha do título do álbum foi difícil, mas "Entre a Fé e a Razão" era sem dúvida o destaque da obra, juntamente com "Casa do Oleiro". A capa do álbum foi desenvolvida por David Cerqueira, cantor e amigo da banda, tendo trabalhado em discos anteriores do conjunto juntamente com a Agência Excellence, sua empresa. O encarte mostra um cruzamento onde um dos caminhos é o da fé e o outro o da razão. Todas as fotos do projeto gráfico ficaram a cargo de Viviane Guimarães.

## Estilo musical e canções
A obra segue a linha musical deixada por seu antecessor, Salmos e Cânticos Espirituais, com a participação recorrente de vários músicos que tinham trabalhado com a banda anteriormente, como o instrumentista e arranjador Zé Canuto e o compositor Jamba, este último responsável pela melodia abrasileirada de "Sobre a Terra". Ronald Fonseca, tecladista e produtor musical do Trazendo a Arca, apontou que Entre a Fé e a Razão trouxe um gosto especial pela transição que a banda estava passando e pelo suporte da nova gravadora.
"Vale a Pena" é a única canção do disco não escrita pelos membros da banda, e nela há uma introdução de cordas. "Acende a Chama", por sua vez, apresenta diversos riffs e um solo de guitarra. "Grande Deus", como o título sugere, traz a grandiosidade da pessoa de Deus como tema principal, conduzido por um violão folk e uma sonoridade pop. "Nosso Deus", centrada na música cristã contemporânea como gênero, também conteve um solo da guitarra. "Entre a Fé e a Razão" centrou-se nos personagens bíblicos Abraão e Isaque como tema da canção, e o sacrifício que seria feito. Encadeada com a canção anterior, vem "Desceu", que fala sobre a morte de Jesus.
"Casa do Oleiro", escrita unicamente por Luiz Arcanjo, faz uma alusão entre o barro e o oleiro com Deus e o homem, com uma melodia mais leve com um violão, bateria e um arranjo de cordas. "O Nardo" traz uma letra direcionada a corações entristecidos e angustiados. Parte da canção é marcada por um solo de guitarra de Isaac Ramos. "Quando a Nuvem Move" trouxe uma sonoridade um pouco mais pesada, sem perder a essência do Trazendo a Arca, e "Sal e Luz" termina o álbum com uma melodia animada.

## Lançamento
O primeiro anúncio de lançamento do álbum Entre a Fé e a Razão se deu em novembro de 2010. Na ocasião, a Graça Music liberou a canção "Entre a Fé e a Razão" para download em seu site. A canção também seguiu para as rádios. O álbum propriamente dito foi liberado em 8 de dezembro de 2010.
Em seus dez primeiros dias nas lojas, Entre a Fé e a Razão vendeu mais de quarenta mil cópias no Brasil e foi imediatamente certificado com disco de ouro. Em março de 2011, numa participação do conjunto no programa RIT Acústico, transmitido pela Rede Internacional de Televisão, o Trazendo a Arca recebeu das mãos de Ana Paula Porto o disco de ouro. Até janeiro de 2012, o álbum já tenha vendido mais de oitenta mil cópias em todo o país.
Em janeiro, o grupo se apresentou em Moçambique, estreando a Turnê Entre a Fé e a Razão. No dia 19 daquele mês, a banda viajou para os Estados Unidos da América, onde seus membros realizaram eventos nas igrejas brasileiras de Nova Iorque, Boston, Orlando, Pompano Beach e Dallas. Em contraste com o clima tropical brasileiro, os integrantes do Trazendo a Arca enfrentaram um frio de vinte e dois graus abaixo de zero.
Em 15 de fevereiro, o grupo retornou ao Brasil, onde divulgou o disco em território nacional. No mês seguinte, a banda esteve nas gravações do programa RIT Acústico, onde receberam o disco de ouro do disco e também na Igreja Batista Betânia, onde fizeram a consagração do disco. No dia 18 do mês de junho, a banda participou do evento Adora Heavens em Curitiba, que também trouxe a participação de Oficina G3, Pregador Luo, Thalles Roberto e Third Day, a atração principal, dentre outras bandas e músicos.
A mídia evangélica divulgou que após o Carnaval de 2011 seria gravado o primeiro clipe do disco, porém poucos detalhes foram dados a respeito. Para divulgar o álbum, o Trazendo a Arca realizou shows em várias localidades do mundo, com destaque para uma caravana realizada em Israel no mês de julho durante dez dias.

### Live in Orlando
Na noite de 30 de julho de 2011, na Primeira Igreja Batista de Orlando, Flórida, foi realizada a gravação de Live in Orlando, o primeiro DVD internacional do Trazendo a Arca. Acompanhado por um coral de 200 vozes, o grupo cantou as principais músicas dos três discos anteriores, sendo que "Sobre a Terra", "Grande Deus", "Entre a Fé e a Razão", "Casa do Oleiro" e "O Nardo" foram as escolhidas do álbum Entre a Fé e a Razão para o DVD. O evento reuniu mais de três mil pessoas, com entrada franca.

## Recepção
| Críticas profissionais | Críticas profissionais |
| Avaliações da crítica  | Avaliações da crítica  |
| Fonte                  | Avaliação              |
| ---------------------- | ---------------------- |
| Super Gospel           | [ 40 ]                 |
| Gospel 10              | [ 21 ]                 |
| Só Cifras Gospel       | (favorável)            |
| O Propagador           | [ 42 ]                 |

Entre a Fé e a Razão recebeu avaliações favoráveis pela crítica especializada. Jonas Paulo, do Super Gospel, apontou que o álbum é um disco criativo em composições e arranjos. Ao elogiar a seção instrumental do álbum, também disse que "Luiz Arcanjo é muito mais interessante do que seus imitadores". Classificou "Nosso Deus" como a melhor faixa do disco e "Vale a Pena", a única não-autoral, a mais clichê do repertório mas, ao mesmo tempo, com "uma introdução de cordas muito bonita". Na discografia comentada da banda pelo mesmo site, o álbum foi classificado com quatro estrelas de cinco e classificado como "um disco muito importante para o Trazendo a Arca" pelo fato de marcar "o fim de uma espécie de trilogia, caracterizada por canções nem sempre tão focadas no repertório congregacional e que garantiam novos horizontes para o então quinteto".
Fazer disco é isso aí e não simplesmente juntar canções, gravar e prensar! Um Álbum (assim com “A” maiúsculo) conta uma história, e isto começa no projeto gráfico, passa pelo repertório e termina quando a interpretação chega ao ouvinte. O álbum do Trazendo a Arca faz isso lindamente! Não é uma surpresa: os responsáveis pelo projeto são figuras que estão se estabelecendo como salmistas da geração.— Jonas Paulo, crítico do website Super Gospel, sobre a transição de faixas entre "Entre a Fé e a Razão" e "Desceu".
Em avaliação do Só Cifras Gospel, "Sobre a Terra" é a canção que caracteriza melhor a banda. "Quando a Nuvem Move" foi considerada inovadora, tendo a sonoridade mais "pesada". A obra foi considerada uma "superprodução" com belas canções por parte do web site. O Gospel 10 disse que a capa do disco estava muito bem elaborada e os arranjos estavam cada vez melhores, trazendo bons vocais de apoio e composições. O guia discográfico do portal O Propagador deu uma cotação de três estrelas e meio de cinco para o álbum, definindo-o como semelhante ao conceito de Pra Tocar no Manto, porém sem a parceria marcante de Arcanjo com Sacer.
Entre a Fé e a Razão também logrou destaque na discografia da banda ao longo do tempo. Em 2019, foi eleito pelo Super Gospel o 40º melhor álbum da década de 2010, com a justificativa de que "fugindo dos estereótipos que fizeram a banda conhecida e fortemente imitada no meio evangélico, Entre a Fé e a Razão é um congregacional potente de banda sob influências rock".

## Prêmios e indicações
Foram mais de mil e quinhentos artistas inscritos ao Troféu Promessas em 2011, mas vinte foram escolhidos para as nove categorias, e o Trazendo a Arca esteve entre os vinte, recebendo três indicações, sendo duas ao disco Entre a Fé e a Razão e uma à banda. A premiação passou por duas fases, sendo que na segunda o Trazendo a Arca só concorria a melhor banda, competindo com Oficina G3, Ao Cubo, Cassiane & Jairinho e Livres para Adorar. Na categoria, o grupo saiu-se vencedor.

### Troféu Promessas
| Categoria     | Indicado               | Resultado |
| ------------- | ---------------------- | --------- |
| Melhor música | "Entre a Fé e a Razão" | Indicado  |
| Melhor grupo  | Trazendo a Arca        | Venceu    |
| Melhor CD     | Entre a Fé e a Razão   | Indicado  |

## Faixas
A seguir lista-se as faixas, compositores e durações de cada canção de Entre a Fé e a Razão, segundo o encarte do disco.
| N.º            | Título                 | Compositor(es)                          | Duração |  |
| 1.             | "Sobre a Terra"        | Ronald Fonseca Jamba Luiz Arcanjo       | 4:04    |  |
| 2.             | "Acende a Chama"       | Fonseca Luiz Arcanjo                    | 5:02    |  |
| 3.             | "Grande Deus"          | Fonseca Luiz Arcanjo                    | 4:31    |  |
| 4.             | "Nosso Deus"           | Arcanjo Fonseca                         | 4:38    |  |
| 5.             | "Entre a Fé e a Razão" | Arcanjo Fonseca                         | 4:54    |  |
| 6.             | "Desceu"               | Fonseca Arcanjo Deco Rodrigues          | 5:16    |  |
| 7.             | "Casa do Oleiro"       | Arcanjo                                 | 6:28    |  |
| 8.             | "O Nardo"              | Fonseca Luiz Arcanjo                    | 4:45    |  |
| 9.             | "Vale a Pena"          | Davi Fernandes Jill Viegas Renato Cesar | 6:04    |  |
| 10.            | "Quando a Nuvem Move"  | Arcanjo                                 | 4:11    |  |
| 11.            | "Sal e Luz"            | Rodrigues Arcanjo Fonseca               | 4:42    |  |
| Duração total: | Duração total:         | Duração total:                          | 54:42   |  |

## Entre a Fé e a Razão - Playback
Entre a Fé e a Razão - Playback é uma versão em playback instrumental trabalhada a partir do álbum original, onde a voz de Luiz Arcanjo, dos vocais de apoio e as captações ao vivo foram retiradas para que seja usado como um karaokê pelo ouvinte. Na edição, contém todas as faixas do trabalho principal em sua gravação original, tendo assim os mesmos músicos e técnicos envolvidos no projeto em playback quanto no principal.
| Lista de faixas |                        |                                               |         |  |
| N.º             | Título                 | Compositor(es)                                | Duração |  |
| 1.              | "Sobre a Terra"        | Ronald Fonseca, Jamba e Luiz Arcanjo          | 3:55    |  |
| 2.              | "Acende a Chama"       | Ronald Fonseca e Luiz Arcanjo                 | 4:59    |  |
| 3.              | "Grande Deus"          | Ronald Fonseca e Luiz Arcanjo                 | 4:31    |  |
| 4.              | "Nosso Deus"           | Luiz Arcanjo e Ronald Fonseca                 | 4:37    |  |
| 5.              | "Entre a Fé e a Razão" | Luiz Arcanjo e Ronald Fonseca                 | 4:50    |  |
| 6.              | "Desceu"               | Ronald Fonseca, Luiz Arcanjo e Deco Rodrigues | 5:15    |  |
| 7.              | "Casa do Oleiro"       | Luiz Arcanjo                                  | 6:21    |  |
| 8.              | "O Nardo"              | Ronald Fonseca e Luiz Arcanjo                 | 4:42    |  |
| 9.              | "Vale a Pena"          | Davi Fernandes, Jill Viegas e Renato Cesar    | 5:59    |  |
| 10.             | "Quando a Nuvem Move"  | Luiz Arcanjo                                  | 4:10    |  |
| 11.             | "Sal e Luz"            | Deco Rodrigues, Luiz Arcanjo e Ronald Fonseca | 4:30    |  |
| Duração total:  | Duração total:         | Duração total:                                | 53:54   |  |

## Ficha técnica
A seguir estão listados os músicos e técnicos envolvidos na produção de Entre a Fé e a Razão:
Banda
- Luiz Arcanjo – vocais
- Ronald Fonseca – teclados, pianos, produção musical e arranjos
- André Mattos – bateria
- Deco Rodrigues – baixo
- Isaac Ramos – guitarra, violão

Músicos convidados
- Quiel Nascimento – arranjos de cordas
- Zé Canuto – saxofone e arranjos de metais
- Aldivas Ayres – trombone
- Márcio André – trompete
- Aramis Rocha – violino
- Ângelo Martins – violino
- Cuca – violino
- Guilherme Sotero – violino
- Milton Junior – violino
- Rafael Pires – violino
- Robson Rocha – violino
- Rodolfo Lóta – violino
- Daniel Pires – viola
- Eduardo Cordeiro Junior – viola
- Deni Rocha – violoncelo
- Joel de Souza – violoncelo
- Alice Avlis – vocal de apoio
- Janeh Magalhães – vocal de apoio
- Fael Magalhães – vocal de apoio
- Rafael Novarine – vocal de apoio
- Rafa Brito – vocal de apoio

Equipe técnica
- Samuel Júnior – técnico de gravação
- Toney Fontes – masterização

Projeto gráfico
- David Cerqueira – design
- Viviane Guimarães – fotografias